# Quebrada de Chacarilla
La Quebrada de Chacarilla o río Salado es una quebrada ubicada a 30 km al sureste de la ciudad de Pica, en la comuna homónima de la provincia de Iquique, región de Tarapacá, Chile.

## Trayecto
Nace en la quebrada de Caya, que a su vez limita al este con el salar de Coposa.: 121  La quebrada de Caya, que fluye hacia el norte, drena la parte poniente de la divisoria de aguas con el salar de Coposa. Luego gira hacia el oeste y cambia su nombre a quebrada Alona para continuar hacia el suroeste y renueva su nombre a quebrada salado para finalmente tomar el nombre Chacarillas.

## Geología
En este sitio aflora la formación geológica Chacarilla, por lo que es posible encontrar rocas formadas bajo la superficie del mar hace 300 millones de años atrás aproximadamente, y que en la actualidad, por causas tectónicas se encuentran expuestas. En dichas rocas pueden divisarse varias icnitas o huellas pertenecientes a pisadas de Dinosaurios, motivo que convirtió a este lugar en un importante atractivo turístico, además de atraer a científicos y antropólogos de diferentes partes del mundo interesados en hacer estudios paleontológicos en materia de dinosaurios. 

## Declaración como Santuario de la Naturaleza
La Quebrada de Chacarillas fue declarada santuario de la naturaleza por el Consejo de Monumentos Nacionales el 23 de agosto de 2004, a través del Decreto 664, considerando los siguientes puntos:
- Aflora la formación rocosa Chacarilla que contiene abundantes huellas de dinosaurios del jurásico superior y Cretácico inferior (150-100 millones de años).
- Identificación de 5 sitios con presencia de rastros en los niveles superiores que conforman la Quebrada de Chacarilla, que permiten reconocer la presencia de 4 grandes grupos de dinosaurios (Saurópodos, Ornitópodos -ambos herbívoros-; Terópodos grandes y Terópodos chicos- ambos carnívoros).
- Se reconoce una gran variedad de dinosaurios.
- Permite interpretar comportamiento "vivo" de grupos de dinosaurios, cuestión que no es posible a través de restos óseos.
- Huellas de terópodos, que son las más antiguas registradas para el antiguo continente Gondwana (África, Sudamérica, Antártica, Austria e India).
- Permite la reconstrucción del antiguo ambiente y geografía de nuestro país.

La superficie afecta a la declaración de Santuario de la Naturaleza comprende una superficie aproximada de 16.069,7 hectáreas.
La extensión del área protegida Santuario de la Naturaleza son puede ser vista en el mapa enlazado arriba a la derecha.

### Proyecto Valle Dinosaurio

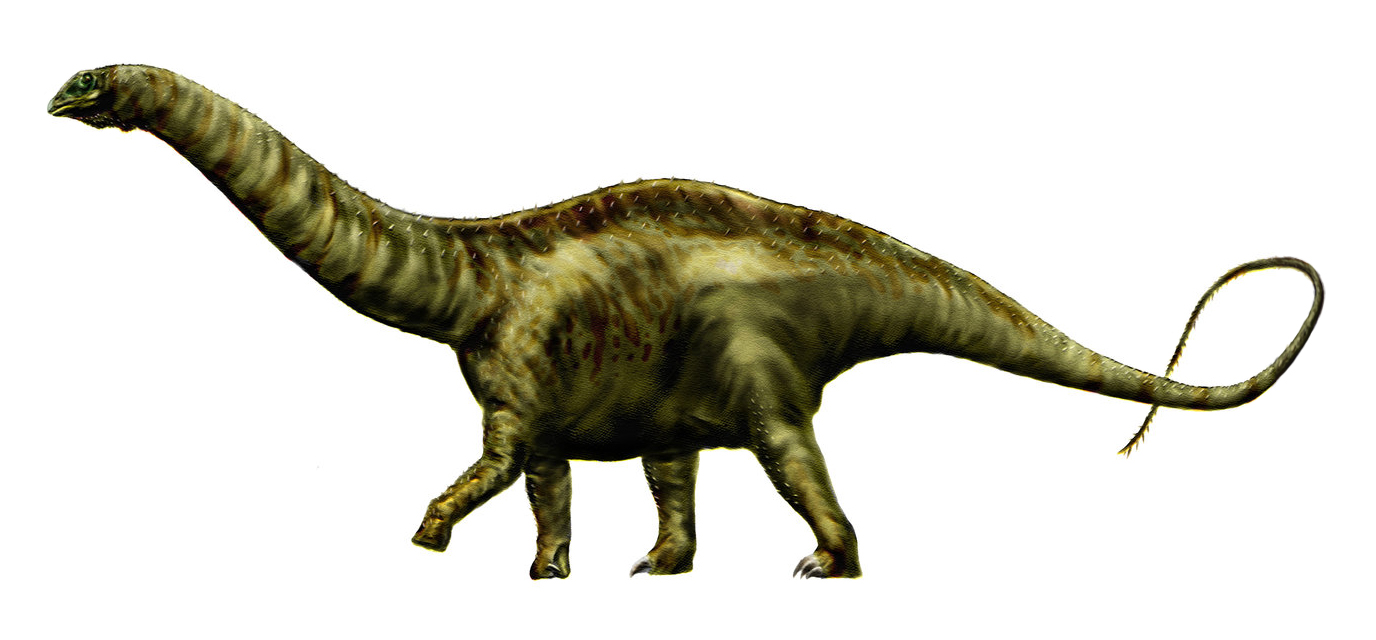
Apatosaurus, parte del género de los saurópodos, era uno de los grupos de los que se identificaron huellas en la Quebrada de Chacarilla.

La Municipalidad de Pica, ante la declaración de la Quebrada de Chacarilla como Santuario de la naturaleza, decidió llevar a cabo una iniciativa, que consiste en un parque, el cual recibe el nombre de Valle Dinosaurio, instaurado en la quebrada. Uno de los objetivos de esta iniciativa fue crear un sitio que permitiera proteger su valor paleontológico, ya que, las huellas están expuestas al cambio climático o a alteraciones y es posible divisar la fragilidad de ellas. Un acontecimiento que preocupó a la Municipalidad de Pica fue que uno de los coordinadores del proyecto de la Municipalidad de Pica, Pablo Coñarte, declaró que existen al menos tres robos de huellas en distintas partes de la Quebrada, es por ello que este parque va acompañado de medidas para implementar su cuidado y manejos adecuados.
Por otro lado, este plan tiene objetivos educativos y turísticos, ya que, personas de todas las edades y de diferentes lugares del mundo, quienes estén interesadas en conocer la Quebrada, pueden asistir para conocer y aprender. A su vez, también es un espacio de interés para geólogos o paleontólogos que deseen estudiar el lugar y llegar a nuevas conclusiones sobre características de la extinta especie.
La iniciativa incluye la réplica de dos dinosaurios en tamaño real a la entrada de Pica, que corresponden a un Tiranosaurius Rex y un Estegosaurio además de una sala de multimedia en el museo local, donde se pueden apreciar reproducciones de huellas. El horario en el que se recomienda visitar las huellas es entre el medio día y las tres de la tarde, debido a que las sombras que es posible encontrar a esa hora marcan la silueta y profundidad de las pisadas, por lo que se aprecian con mayor claridad.

## Historia
Luis Risopatrón la describe en su Diccionario Jeográfico de Chile de 1924:: 174 
Chacarilla (Quebrada de) 20° 40' 69° 10'. Tiene agua salobre i vetas de cobre, es formada por las de Chara i de Caya, corre hácia el W i desemboca en la pampa del Tamarugal. 63, p. 81; 77, p. 22; 95, p. 55; i 126, 1906, p. 511; de Chacarilla o del Salado en 134; i 156; i del Salado en 2, 8, p. 246.